# Champotón (gemeente)
Champotón is een gemeente in de Mexicaanse deelstaat Campeche. De hoofdplaats van Champotón is Champotón. Champotón heeft een oppervlakte van 6088 km² en 76.116 inwoners (census 2005).
Calakmul · Calkiní · Campeche · Candelaria · Carmen · Champotón · Dzitbalché · Escárcega · Hecelchakán · Hopelchén · Palizada · Seybaplaya · Tenabo